# خان جهان‌علی
خان جهانعلی یا اولوغ خان (به بنگالی: উলুগ খান জাহান) قدیس مسلمان و خان اعظم خلیفت‌آباد (باگرهات امروزی در بنگلادش) بود. اعتقاد بر این است که او مسجد جامع شهر باگرهات را ساخته است که اکنون در فهرست میراث جهانی یونسکو قرار دارد.

## پیشینه و اوایل زندگی
او را با نام «اولوغ خان» نیز می‌شناسند و این نشان می‌دهد که او از نژاد ترک و احتمالاً ازبک بوده است. به نظر می‌رسد خان جهان‌علی که در ابتدا از نجیب‌زادگان تحت سلطنت تغلق بوده، پس از تسخیر دهلی توسط امپراتوری تیموری به رهبری تیمور لنگ در سال ۱۳۹۸ میلادی به بنگال مهاجرت کرده است.

## مهاجرت

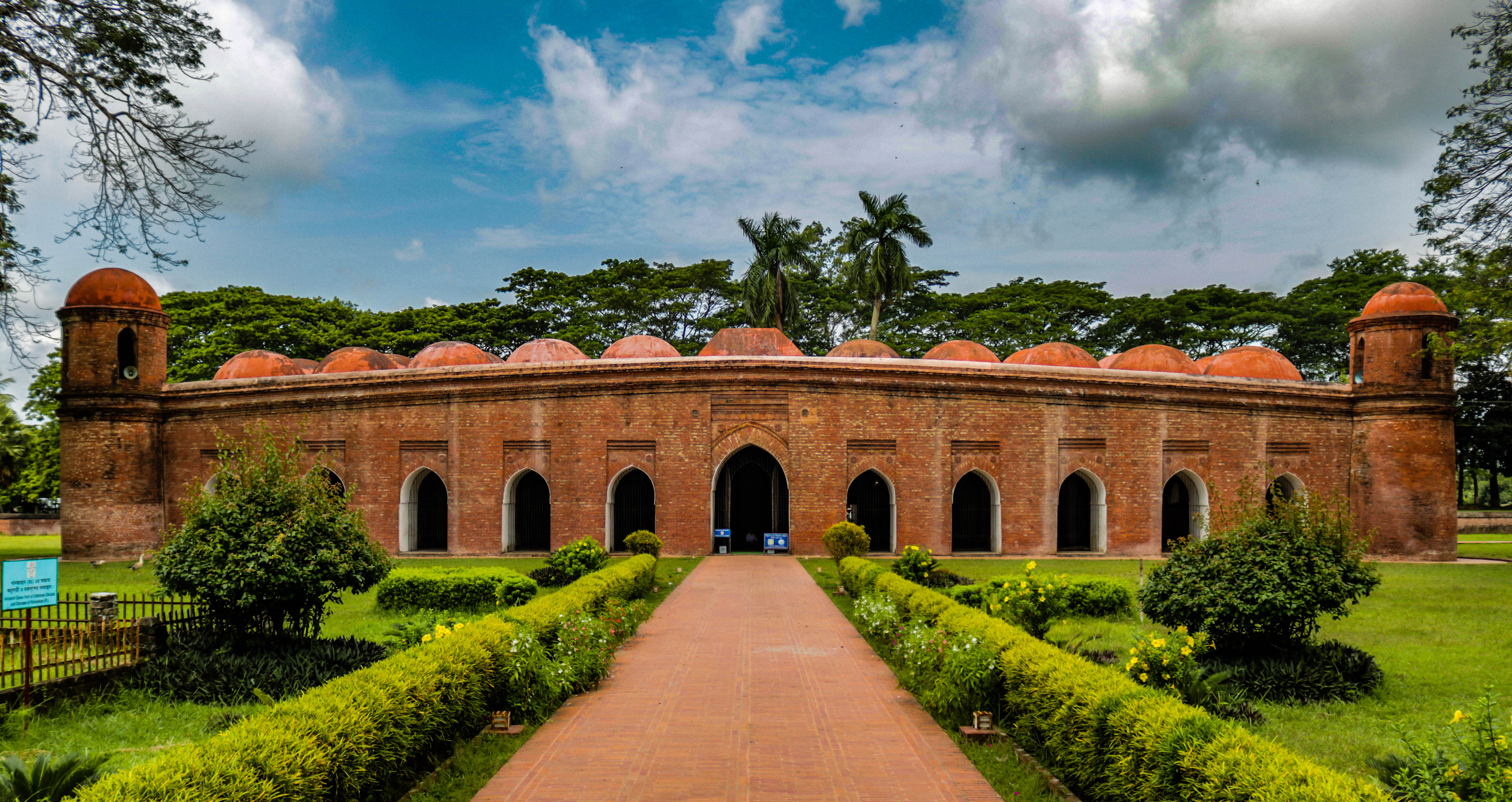
مسجد شصت گنبد به عنوان "یکی از تاثیرگذارترین بناهای تاریخی مسلمانان در کل شبه قاره هند " توصیف شده است.

پس از مهاجرت به بنگال، خان و همراهانش مورد استقبال ۱۲ تن از روحانیان مسلمان در چمپانگر (که به نام ۱۲ قدیس به باروبازار تغییر نام یافت) قرار گرفتند. خان چند سالی اینجا ماند. ۱۲۶ دیگی (مخزن آب) به او منسوب است و مساجدی که در مدت اقامت وی ساخته شده‌اند عبارتند از: گورار، گولاکاتا، جور بنگلا، پیر پوکور، ساتگاچیا، مونوهر، سوکور مولیک، نونگولا، پاتاگار و آدینا. دامداما و دیگی‌های گالاکاتا و ساوداگر را نیز می‌توانید در اینجا پیدا کنید. خان راه ساخته شده توسط غازی را که در اصل از باروبازار به جسوره می‌رفت، تکمیل کرد و آن را تا باگرهات امتداد داد.
خان توانست از سلطان محمود شاه بنگال منطقه ای جنگلی در سونداربانس به عنوان جاگیر بدست آورد. لقب رسمی خان اعظم به او داده شد که نشان می‌داد او یک افسر و حاکم محلی تحت سلطنت بنگال است. خان با دو معاون خود، برهان بوراخان و پسرش، فتح خان، برای پاکسازی مناطق انبوه جنگلی به منظور ایجاد سکونتگاه‌های انسانی و کشت برنج، کار کرد. او و گروهش سنگ شکنان زمین را در امتداد نهرهای خاکریزی مستقر کردند تا از ورود آب شور جلوگیری کنند و صدها مخزن (معروف به دیگی) برای ذخیره آب حفر کردند. منطقه ای که او اداره می‌کرد به خلیفت آباد معروف شد و تا شمال تا نالدی در لوهاگارا امتداد داشت. او در اینجا مساجد متعددی مانند سنگر، بی بی بگنی، چوناخلا، رعنابی جویپور، نه گنبد، زنده پیر و رضا خدا و همچنین غوره دیگی را بنا کرد. از همه مهم‌تر، او مسجد شصت گنبد را ساخت که یکی از بزرگ‌ترین مسجدها در این دوره بود.
خان همچنین به جاشوره سفر کرد و در آنجا قصبه مورالی-قصبه را تأسیس کرد. این شهر در نزدیکی چند شهر کوچک مانند بوگچار قرار داشت و او جاده ای برای اتصال همه آنها ساخت (که اکنون به نام خان‌جالیر جنگل شناخته می‌شود). او در اینجا دو مأمور به نام‌های غریب شاه و برم شاه از خود به جای گذاشت. همچنان او به تبلیغ اسلام نیز ادامه می‌داد. مقبره‌های برم شاه، برهان خان و فاتح خان، دیگی‌های سرب‌آباد، میرزاپور، لشکر و مساجد مثبری، ماگوراغونا، مسجدکور، غریب شاه، مسجد شبهارارا را می‌توان در مورالی-قصبه یافت. او در پهول‌طلا روستایی به نام پویوگرام-قصبه را تأسیس کرد. دو مسجدی که در اینجا ساخته شد به اندازه مسجد شصت گنبد بود اما اکنون ویرانه است. جاده‌های این شهر «نقشه مشبک و مستطیلی» داشتند. یکی از راه‌هایی که هنوز مورد استفاده قرار می‌گیرد، جاده خانجالی و یکی از مساجدی که در اینجا خراب نیست، مسجد دکشین دیهی است. یکی از خانه‌های خان و شهاباتیر دیگی نیز در پویوگرام-قصبه یافت می‌شود.
او کاروانسراهای متعددی را تأسیس کرد و صدها مسجد و مدرسه و جاده و پل ساخت. مسجدی تک گنبد به آرامگاه وی متصل است. مسجد شصت گنبد نیز به عنوان تالار اجتماعات مرکزی شهر و به عنوان مدرسه مورد استفاده قرار می‌گرفت. او تعداد زیادی دیگی را حفاری کرد، به ویژه هنگام ساختن مساجد برای وضو گرفتن به کار می‌رفت. برجسته‌ترین دیگی‌ها عبارتند از دیگی خان‌جالی که در سال ۱۴۵۰ کاوش شد و در نزدیکی مقبره او قرار دارد و غرادیگی به ابعاد ۲۳۰ در ۴۶۰ متر (۷۵۰ در ۱٬۵۰۰ فوت) در غرب مسجد شصت گنبد. گفته می‌شود که او بزرگراهی به طول ۳۲-کیلومتر (۲۰-مایل) از باگرهات به چیتاگونگ ساخته است.
نقش او به عنوان مدیر خلیفت آباد او را از تبلیغ دین اسلام بازنداشت. کارهای بشردوستانه او مانند تأسیس دیگی برای تهیهٔ آب پاک از دلایلی بود که هندوهای محلی جذب اسلام شدند. او زندگی ساده ای داشت و تعدادی شاگرد داشت. مهم‌ترین آنها شیخ محمد طاهر (معروف به پیرعلی) است که در نزدیکی او مدفون است. معلوم نیست چگونه، اما خان در ۲۵ اکتبر ۱۴۵۹ میلادی (۲۷ ذی الحجه ۸۶۳ هجری قمری) درگذشت.